# Mięsień zginacz łokciowy nadgarstka

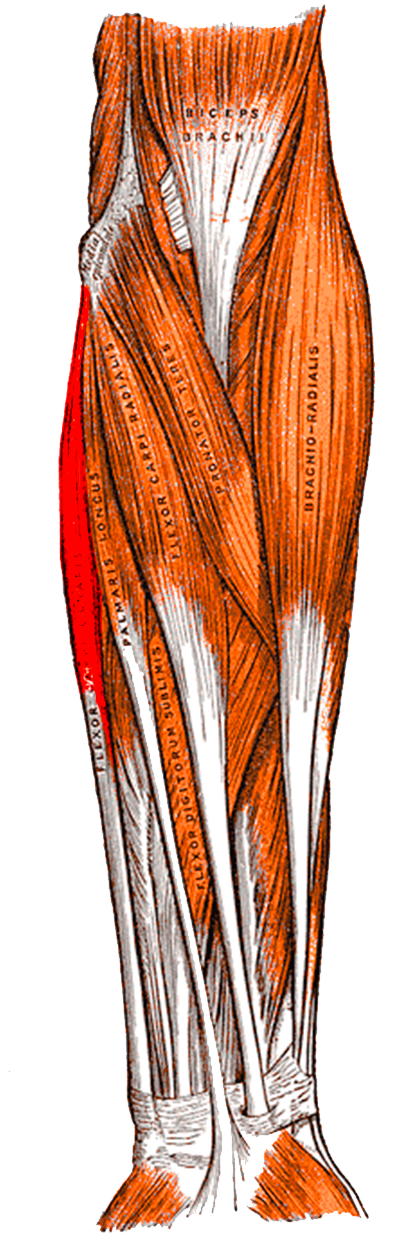
Mięsień zginacz łokciowy nadgarstka oznaczony na czerwono

Mięsień zginacz łokciowy nadgarstka (łac. musculus flexor carpi ulnaris) – w anatomii człowieka mięsień kończyny górnej leżący w warstwie powierzchownej grupy przedniej mięśni przedramienia. Jest mięśniem położonym najbardziej przyśrodkowo w tej grupie. Składa się z dwóch głów. Głowa ramienna (łac. caput humerale) ma przyczep proksymalny na nadkłykciu przyśrodkowym kości ramiennej i na powięzi przedramienia. Dodatkowo zrasta się z sąsiadującymi mięśniami. Głowa łokciowa (łac. caput ulnare) ma przyczep proksymalny w postaci długiej blaszki ścięgnistej połączonej z powięzią przedramienia na tylnej powierzchni wyrostka łokciowego i na tylnym brzegu kości łokciowej. Mięsień przebiega ku dołowi, równolegle do mięśnia zginacza powierzchownego palców. Przechodzi w długie ścięgno przyczepione do kości grochowatej i za pośrednictwem więzadła grochowo-haczykowego i więzadła grochowo-śródręcznego łączące się z kością haczykowatą i podstawą V kości śródręcza.
Unaczyniony jest przez tętnice poboczne od tętnicy ramiennej i gałęzie od tętnicy łokciowej, a unerwiony przez nerw łokciowy.
Jego funkcją jest zginanie i przywodzenie ręki w stawie promieniowo-nadgarstkowym.